# The Devil Dancer
The Devil Dancer é um filme mudo norte-americano de 1927, do gênero drama, dirigido por Fred Niblo e estrelado por Gilda Gray e Clive Brook.
Gilda Gray, a protagonista, foi a criadora da dança "The Shimmy" (O Remelexo), verdadeira coqueluche nos EUA na década de 1920. Como a produção é anterior ao Código Hays, que instituiu a censura em Hollywood, ela se apresenta em trajes sumários.
O filme começou a ser dirigido por Alfred Raboch, prosseguiu com Lynn Shores e foi completado por Fred Niblo, o único a ser creditado.

## Sinopse
[[Imagem:Gilda Gray 02.JPG|miniatura|230px|direita|{{Centro|Gilda Gray, "The Shimmy Queen" como ficou conhecida, nasceu na Cracóvia em 1901. Aos 7 anos já estava em Chicago, nos EUA, onde começou a cantar. Na década de 1920, escandalizou o país com a lasciva dança "The Shimmy". Fez apenas dez filmes, na maioria mudos. Morreu em 1959, de ataque cardíaco causado pela ingestão de comida estragada.]]

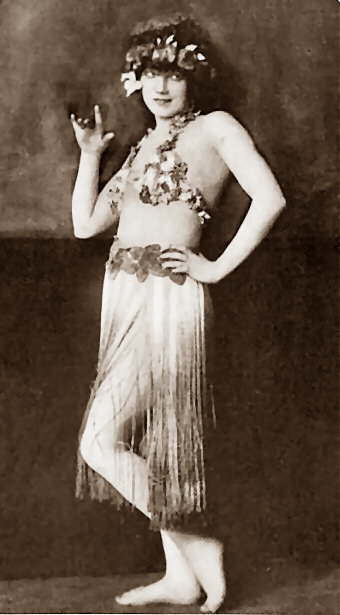
Centro|Gilda Gray, "The Shimmy Queen" como ficou conhecida, nasceu na Cracóvia em 1901. Aos 7 anos já estava em Chicago, nos EUA, onde começou a cantar. Na década de 1920, escandalizou o país com a lasciva dança "The Shimmy". Fez apenas dez filmes, na maioria mudos. Morreu em 1959, de ataque cardíaco causado pela ingestão de comida estragada.

Stephen Athelstan, explorador inglês, chega a uma remota região do Oriente. Lá, ele conhece Takla, bailarina branca criada entre os lamas, que dança ritualisticamente enquanto outra jovem, Sada, é enterrada viva! Chocado, Stephen leva Takla dali, o que desperta a ira do malvado chefe Hassim.

## Premiações
| Patrocinador                                  | Prêmio | Categoria         | Situação |
| --------------------------------------------- | ------ | ----------------- | -------- |
| Academia de Artes e Ciências Cinematográficas | Oscar  | Melhor Fotografia | Indicado |

## Elenco
| Ator/Atriz        | Personagem        |
| ----------------- | ----------------- |
| Gilda Gray        | Takla             |
| Clive Brook       | Stephen Athelstan |
| Anna May Wong     | Sada              |
| Serge Temoff      | Beppo             |
| Michael Vavitch   | Hassim            |
| Sôjin Kamiyama    | Lama Sadik        |
| Anne Schaefer     | Tana              |
| Albert Conti      | Arnold Guthrie    |
| Martha Mattox     | Isabel            |
| Kalla Pasha       | Toy               |
| James B. Leong    | Grande Lama       |
| William H. Tooker | Lathrop           |
| Claire Du Brey    | Audrey            |
| Nora Cecil        | Julia             |